# Jacob Abbott
Jacob Abbott (* 14. listopadu 1803 Hallowell – 31. října 1879 Farmington) byl americký pedagog a spisovatel, především literatury pro děti a mládež.
Vystudoval Bowdoinovu kolej, kde v roce 1820 získal titul bakaláře a o tři roky později titul magistra. V letech 1820–1821 byl učitelem na Portlandské akademii, kde patřil mezi jeho žáky pozdější básník Henry Wadsworth Longfellow. Následně ještě vystudoval teologii. V letech 1825–1829 byl profesorem matematiky na Amhertské koleji. Následně založil školu pro slečny v Bostonu a až do roku 1833 byl jejím ředitelem. Zároveň byl i kazatelem a pastorem v Roxbury. V letech 1843–1851 řídil Abbottův institut v New Yorku, který založil se svými bratry, a v letech 1845–1848 zároveň řídil školu Mount Vernon School for Boys. Po roce 1851 se plně věnovat spisovatelství.
Mimo jiné psal životopisy starověkých a středověkých panovníků a knihy věnované dějinám Spojených států amerických.